# Тауллеммет
Тауллеммет (также тамажак, юллемиден; англ. amazigh, azbinawa, buzu, tahoua, tahoua tamajeq, tajag, tamachek, tamajeq, tamashekin, tamasheq, tewellemet, tawallammat, tomacheck, touareg, tourage, tuareg; самоназвание: tawallammat, tăwllmmt) — один из языков туарегской ветви берберской семьи, язык народа юллемиден. Рассматривается также как наречие языка тамажек или же делится на два самостоятельных языка — западный и восточный. Распространён преимущественно на западе Нигера и на востоке Мали. Численность носителей — 640 000 человек. Письменность основана на латинице, используется также берберский алфавит тифинаг, называемый в Нигере шифинаг (shifinagh).

## Классификация
В справочнике языков мира Ethnologue язык тауллеммет (или тамажак) включается в южную группу туарегских языков вместе с языками тамашек и аир (или тамажек). Ареал языка тауллеммет разделяется на два основных диалекта: западный тауллеммет и восточный тауллеммет.
В классификации А. Ю. Айхенвальд и А. Ю. Милитарёва диалекты западный тауллеммет и восточный тауллеммет не только выделяются как отдельные самостоятельные языки, но и относятся к разным группам туарегской ветви: западный тауллеммет — к южной группе; восточный тауллеммет с диалектами азавагх, кель ансанго и другими — к северной группе.
В классификации, опубликованной в работе С. А. Бурлак и С. А. Старостина, идиомы западный тауллеммет и восточный тауллеммет также отнесены к разным группам: западный таулеммет отнесён к западнотуарегской группе, восточный тауллеммет — к восточнотуарегской.
Согласно классификации британского лингвиста Роджера Бленча, тауллеммет рассматривается как единый язык с двумя диалектами в составе туарегской ветви, не дифференцированной на отдельные группы.

## Лингвогеография

### Ареал и численность
Язык тауллеммет распространён в пустынных районах Сахары, главным образом на территории западного Нигера: в регионе Агадес (департамент Чирозерин), в регионе Досо (департамент Догондучи), в северо-западной части региона Маради, а также в регионах Тахуа и Тиллабери. Часть носителей языка тауллеммет населяет восточные районы Мали. Основная область распространения языка тауллеммет в Мали — юго-восточные районы области Гао (округ Менака). Кроме того, небольшие группы носителей языка тауллеммет населяют ряд районов в Нигерии и Буркина-Фасо. Эти районы размещены в провинции Удалан (Буркина-Фасо) и в штате Сокото (Нигерия) на границе с теми территориями в странах Нигер и Мали, которые образуют основной ареал языка тауллеммет.
Численность говорящих в Нигере — около 450 000 человек (1998), в Мали — около 190 000 человек (1991), всего — около 640 000 человек.

### Социолингвистические сведения
Язык тауллеммет является основным языком общения туарегов юллемиден всех возрастов, хотя в городах отмечаются случаи, когда младшему поколению тауллеммет уже не передаётся. Помимо домашнего общения тауллеммет используется как язык рыночной торговли и как язык преподавания в начальной школе, кроме того, тауллеммет ограниченно применяется в письменности. В регионе проживания народа юллемиден в Нигере в 16 начальных школах введена экспериментальная учебная программа, по которой только после трёх лет обучения язык тауллеммет постепенно заменяется французским, после чего французский становится основным языком обучения в старших классах.
Тауллеммет используется как второй язык носителями смешанного сонгайско-берберского языка тагдал и сонгайского языка тасауак.

### Диалекты
Согласно данным, представленным в справочнике Ethnologue, языковой ареал языка тауллеммет разделяют на два крупных диалектных региона: западный (тан атарам) и восточный (тан даннаг, или юллемиден). Западный диалект распространён к западу, северу и северо-западу от столицы Нигера — города Ниамей. Восточный диалект распространён главным образом в центральных районах региона Тахуа — от границы Мали и Нигера на западе до города Ингал в регионе Агадес на востоке. В Нигерии говоры языка тауллеммет известны под названием бузу, в Буркина-Фасо — под названием тудальт, или удалан.